# سیارک ۱۴۰
سیارک ۱۴۰ (به انگلیسی: 140 Siwa) صد و چهلمین سیارک کشف شده‌است که در ۱۳ اکتبر ۱۸۷۴ کشف شد.
قدر مطلق سیارک برابر ۸٫۳۴ است.